# Janice Hally
Janice Hally (* 18. März 1959 in Glasgow) ist eine schottische Schriftstellerin. 

## Leben und Wirken
Hally absolvierte ihre Schulzeit an der Hillhead High School und studierte an der University of Glasgow u. a. Drama und Englische Literatur. 1980 konnte sie dieses Studium erfolgreich beenden. Bereits während ihres Studiums begann sie zu schreiben und konnte 1980 mit ihrem Werk Ready or not erfolgreich am „Tron Theatre“ in ihrer Heimatstadt debütieren. 
Seit diesem Erfolg schrieb Hally mehrheitlich fürs Fernsehen und war u. a. für den Erfolg der Serie Take the High Road verantwortlich. Bei ihrer Arbeit für diese Serie arbeitete sie für die BBC und lernte dort u. a. auch den Schriftsteller Peter May kennen. 1989 beendeten Hally und May ihre Mitarbeit in der Redaktion dieser Serie und heirateten im darauffolgenden Jahr.

## Ehrungen
- 1980 World Student Drama Trust ISP Award für ihr Theaterstück Ready or not.
- 1982 PYE Television Award (Best New Writer to Television)

## Werke (Auswahl)
Drehbücher
- Take the High Road. 1983/89
- Machair. Drama Serial. 1990/96

Romane
- Ask no questions. Didier, Paris 2011, ISBN 978-2-278-06959-0
- Distant echo. Didier, Paris 2010, ISBN 978-2-278-06859-3.
- Looking for the sea. Didier, Paris 2008

Sachbücher
- Modelling and acting for kids. From babies to Teens, a step by step guide to success. A& C Black, London 2004, ISBN 0-713-66797-4.

Theaterstücke
- Private Eye. 1985
- My Mum's a Courgette. 1984.
- Ladies First. 1983.